# Otrokovice
Otrokovice (niem. Otrokowitz) – miasto w Czechach, w kraju zlińskim, w powiecie Zlín. Według danych z 31 grudnia 2003 powierzchnia miasta wynosiła 1 961 ha.

## Demografia
| Rok             | 1970   | 1980   | 1991   | 2001   | 2003   | 2012   |
| --------------- | ------ | ------ | ------ | ------ | ------ | ------ |
| Liczba ludności | 11 925 | 18 082 | 20 267 | 19 261 | 18 857 | 18 456 |

Źródło: Czeski Urząd Statystyczny

## Gospodarka
W 1930 w miejscowości powstał jeden z zakładów Baty – Zakłady Pomocnicze Baty (Baťovy pomocné závody – BAPOZ), w 1934 kolejny – Zlińskie Zakłady Lotnicze S.A. (Zlínská letecká společnost, a. s.). Równocześnie firma Baty realizowała w tym okresie w miejscowości Otrokovice infrastrukturę komunalną, np. wraz z dużym osiedlem mieszkaniowym, domami – tzw. społecznym i handlowym, elektrownią.

## Komunikacja
Miasto jest węzłem kolejowym ze stacją Otrokovice. Połączone jest z pobliskim Zlínem linią kolejową (do Vizovic) oraz trolejbusową (międzymiastowe linie trolejbusowe nie są spotykane często). Leży na magistrali kolejowej z Pragi i Ostrawy do Wiednia. Drogą wodną o znaczeniu turystycznym jest Kanał Baty.
W 1931 firma Bata uruchomiła połączenie lotnicze Zlin – Praga. W latach 30. wybudowano budynek dworca lotniczego. Prowadzono też rejsy czarterowe m.in. do Paryża, Wiednia, Zurychu, Bratysławy, Belgradu, Krakowa, Warszawy, Koszyc, Bukaresztu i Kijowa. Po upaństwowieniu liniom lotniczym zmieniono nazwę na Svitlet, następnie w 1951 weszły w skład narodowego przewoźnika CSA.

## Miasta partnerskie
- Zawadzkie, Polska
- Dubnica nad Váhom, Słowacja